# Rick Robey
Frederick Robert "Rick" Robey (Coral Gables, Florida; 30 de enero de 1956) es un exjugador de baloncesto estadounidense que jugó durante ocho temporadas en la NBA. Con 2,11 metros de estatura, lo hacía en la posición de pívot.

## Trayectoria deportiva

### Universidad
Jugó durante cuatro temporadas con los Wildcats de la Universidad de Kentucky, donde fue elegido en dos ocasiones All-American. En 1978 ganó junto a su equipo el título de campeón de la NCAA. Promedió en total 13 puntos y 7,9 rebotes por partido.

### Profesional
Fue elegido en la tercera posición del Draft de la NBA de 1978 por Indiana Pacers, equipo en el que debutó como profesional, pero que fue traspasado a Boston Celtics mediada la temporada. En Boston actuó como reserva de Robert Parish, aprovechando bien sus minutos, ya que promediaba más de 10 puntos y 7 rebotes por partido. Con ellos ganó su único anillo de campeón, en 1981. En la temporada 1983-84 fue traspasado a Phoenix Suns a cambio de Dennis Johnson. Allí completó tres años más como profesional, pero aportando muy poco en los escasos minutos que su entrenador le daba. Se retiró en 1986.